# Kammeroper Köln

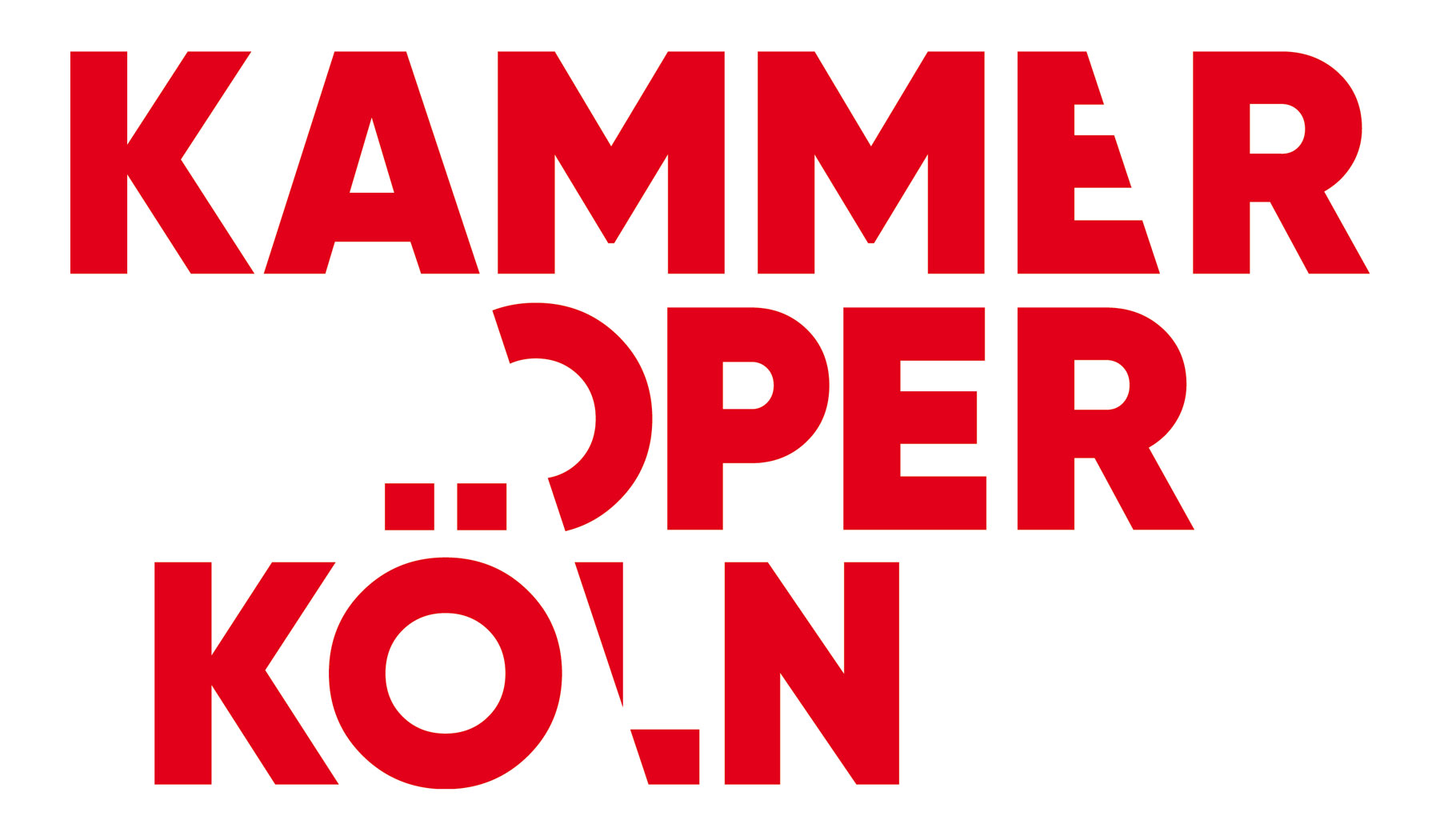

Die Kammeroper Köln – Musiktheater e. V. wurde 1996 von Esther Hilsberg und Inga Hilsberg als eingetragener gemeinnütziger Verein (mit dem Namen Junge Kammeroper Köln – Musiktheater e. V.) gegründet und arbeitete von 1996 bis 2007 als reines Tourneetheater in Deutschland, Österreich und der Schweiz. Das Ensemble trat unter anderem an der Deutschen Oper Berlin und am Festspielhaus Baden-Baden auf. Im August 2007 eröffnete die Kammeroper Köln zudem eine eigene Bühne in Köln-Rodenkirchen, von 2014 bis Mitte 2021 war das Theater im Walzwerk Pulheim beheimatet. Derzeit hat es keine feste Spielstätte und ist wieder als reines Tourneetheater im deutschsprachigen Raum unterwegs.

## Ziele
Die Förderung junger Künstler war von Anfang an eines der wesentlichen Ziele der Kammeroper Köln. So erhalten Absolventen und Studierende aus höheren Semestern regelmäßig die Chance, ihr Talent unter Beweis zu stellen und erste Bühnenerfahrung zu sammeln. Immer wieder schaffen Nachwuchstalente nach einem Engagement an der Kammeroper Köln den Sprung an große Opernhäuser.
Daneben soll Kindern ab fünf Jahren ein altersgerechter Zugang zur Welt des Musiktheaters eröffnet werden. Die Kammeroper Köln bietet eine breite Auswahl an Kinderopern sowie spezielle Angebote für Kindergärten und Schulen.

## Repertoire
Das Repertoire umfasst Kinderopern, aber auch große Opern-, Operetten- und Musicalproduktionen, wie u. a.:
- Die Schneekönigin – Kinderoper von Esther Hilsberg
- Die kleine Zauberflöte – Kinderoper von Lajos Wenzel nach Wolfgang Amadeus Mozart
- Max und Moritz – Kinderoper von Esther Hilsberg
- La traviata – Oper von Giuseppe Verdi
- Der Vetter aus Dingsda  – Operette von Eduard Künneke
- My Fair Lady – Musical von Alan Jay Lerner und Frederick Loewe
- Orpheus in der Unterwelt – Operette von Jacques Offenbach
- Hello, Dolly! – Musical von Jerry Herman und Michael Stewart
- Comedian Harmonist – Revue von Gottfried Greifenhagen und Franz Wittenbrink

Die Produktion Die kleine Zauberflöte war im Jahr 2009 für den Kölner Kinder- und Jugendtheaterpreis nominiert.

## Finanzen
Die Kammeroper Köln finanziert sich als unsubventioniertes Privattheater ausschließlich aus den Einnahmen von Tourneevorstellungen und aus Eintrittsgeldern. Sponsoren und Förderer unterstützen die Arbeit des gemeinnützigen Vereins.